# Tres Fronteras (banda)
Tres Fronteras (también estilizados como Tr3s Front3ras) es una banda de punk rock y ska punk de Paraguay, de la ciudad de Villarrica departamento del Guaira formada en el 2002 integrada actualmente por el argentino Arnaldo García (voz), y los paraguayos Hugo Marín  (guitarra), Franchi Morinigo (Guitarra) y Ed Gayos (batería) 

## Historia
La historia se inicia aunque parezca poco frecuente fuera del país en Cleypole provincia de Bs. As. donde Arnaldo García vocalista de la banda incursiona en el ambiente del punk rock con COMA 4 durante seis años..
En el año 2001 viene a Paraguay, dejando su 1.ª banda e inmediatamente inicia su intensa travesía con ansias de encontrar más que nada buenas personas con los mismos sueños, las mismas expectativas, formar una banda de Rock y hacer llegar a los demás este  sentimiento inexplicable para muchos y vital para unos pocos, la gran energía y vibra  que genera la música….
En febrero del 2002 se reúne con Vitti Ramírez actual guitarrista de la banda e inmediatamente el gusto y sentimiento hacia el Punk Rock los hace soñar un poco…. Tras muchos intentos de consolidar una agrupación seria y profesional, contactan finalmente con Artur Zamberlan en aquel entonces baterista de  BELIAL (Grupo Metal Villarriqueño) y al poco tiempo inician los primeros ensayos. 
La  procedencia de los fundadores de esta agrupación; Arnaldo (ARGENTINA), Artur (BRASIL) y Vitti  (PARAGUAY) hacen evidente del porqué se llamarían TR3S FRONTERAS, una agrupación que a partir de entonces marcaría pautas en la escena musical nacional y que desde un inicio, la intención se centraba en crear canciones propias, SIEMPRE COMO SIEMPRE, LOCO POR VOS, NO MERECES LIBERTAD, y los acostumbrados covers de Ataque 77, Ramones, Green Day, formaron parte del repertorio inicial de esta agrupación.
Con una voz peculiar, una guitarra con un estilo característico y una potente batería, haría falta una buena base que no fuera menos que los demás….se une a la banda Lorenzo Cristaldo en el bajo  y Tr3s Fronteras, al fin completo inicia su recorrido en el ambiente del rock nacional.. Los religiosos ensayos, la energía y profesionalismo demostrado en escena evidencian que estos chicos no se unieron nada más pasar un buen rato….
En el año 2006 graban su primer disco titulado “BUSCANDO EL RUMBO”, con la presencia de Franchi Morínigo en el bajo que al poco tiempo abandonaría la banda…… 
Con 13 temas propios de la agrupación en este primer  material, se abren  las puertas  y comparten escenario con Ataque 77, y Enanitos Verdes….
Del mismo material forma parte TRATO DE ENCONTRARTE, tema que ha escalado hasta los primeros puestos del ranking nacional 2006…..
Tiempo después, en el año 2.007 se lanza el sencillo titulado NO HAY MAS GUERRA, que se introduce rápidamente a sonar en las radios más importantes del país y haciendo que la popularidad de la banda pegue un salto muy grande para el reconocimiento de la escena del Rock Nacional Paraguayo.
Tras una serie de cambios en la conformación de la Banda, llegan a la misma, nuevas influencias musicales representadas en cada uno de los nuevos integrantes, cada uno, aportando experiencia, entusiasmo, energía, y ganas de seguir creciendo. Es así que llega 
Ed Gayos (Ex Engranaje) en la batería, para dar una potencia única a una base bien solidificada en la banda. Más tarde vuelve a la banda Franchi Morínigo que ya había formado parte de Tr3s Fronteras como bajista. Pero esta vez vuelve con las seis cuerdas de la 1.ª. Guitarra con unos solos tremendos que hacen temblar hasta al más jodido person.
En el Año 2012, lanzan su segundo disco titulado “Volver a Empezar”, con temas nuevos y frescos, entre ellos “Skarnaval”, “Lo Mío es Personal”, “Todo se Va”, incluyendo el histórico hit de la banda, “No hay más Guerra”. 
Luego de unos años abandona la banda Vitti Ramírez, dando lugar al ingreso del gran guitarrista Hugo Marín, quien toma la posta en las seis cuerdas. 
Actualmente Tr3s Fronteras se halla conformada por Arnaldo Garcia en voz, Hugo Marín en guitarra, Franchi Morinigo en guitarra y Ed Gayos en batería y con esta formación  presentan a todos los seguidores de este género el más enérgico y  potente Punk Rock, con  añadidos  SKA – REGGAE.
```
    Tr3s Fronteras ya forma parte de la historia del rock nacional, como una de las agrupaciones con más potencia y gran puesta en escena. Ellos, los representantes de la República del Guaira. Yeah!!!!
```

## Discografía
- Buscando el Rumbo (2006)
- Volver a Empezar (2012)

## Miembros
- Arnaldo García - (voz)
- Hugo Marín - (guitarra)
- Ed Gayos (batería)
- Franchi Morinigo (bajo)

### Antiguos miembros
- Artur Zamberlan - (batería)
- Lorenzo Cristaldo -  (bajo)
- Vitti Ramírez - (Guitarra)

### Sencillos
- Trato de Encontrarte
- No Hay más Guerra
- Loco Por Vos
- Skarnaval

- Datos: Q5655276